# 漢安
漢安（かんあん）は、後漢の順帝劉保の治世に行われた4番目の元号。
142年 - 144年。

## 出来事
- 元年1月：漢安元年と改元。
- 3年4月：建康と改元。

## 西暦・干支との対照表
| 漢安 | 元年  | 2年   | 3年   |
| 西暦 | 142年 | 143年 | 144年 |
| 干支 | 壬午  | 癸未  | 甲申  |